# Юніон-Біч (Нью-Джерсі)
Юніон-Біч (англ. Union Beach) — місто (англ. borough) в США, в окрузі Монмаут штату Нью-Джерсі. Населення — 5723 особи (2020).

## Географія
Юніон-Біч розташований за координатами 40°26′45″ пн. ш. 74°10′15″ зх. д. / 40.44583° пн. ш. 74.17083° зх. д. (40.445850, -74.170925).  За даними Бюро перепису населення США в 2010 році місто мало площу 4,89 км², з яких 4,67 км² — суходіл та 0,22 км² — водойми.

## Демографія
Згідно з переписом 2010 року, у селищі мешкало 6245 осіб у 2143 домогосподарствах у складі 1624 родин. Було 2269 помешкань
Расовий склад населення:
| - 91,0 % — білих - 1,8 % — азіатів - 1,5 % — чорних або афроамериканців - 0,2 % — корінних американців - 3,1 % — осіб інших рас |

До двох чи більше рас належало 2,4 %. Частка іспаномовних становила 11,0 % від усіх жителів.
За віковим діапазоном населення розподілялося таким чином: 24,0 % — особи молодші 18 років, 66,7 % — особи у віці 18—64 років, 9,3 % — особи у віці 65 років та старші. Медіана віку мешканця становила 38,6 року. На 100 осіб жіночої статі у селищі припадало 98,4 чоловіків;  на 100 жінок у віці від 18 років та старших — 96,3 чоловіків також старших 18 років.
Середній дохід на одне домашнє господарство  становив 79 730 доларів США (медіана — 66 662), а середній дохід на одну сім'ю — 83 700 доларів (медіана — 69 904). Медіана доходів становила 54 824 долари для чоловіків та 50 500 доларів для жінок. За межею бідності перебувало 10,5 % осіб, у тому числі 25,6 % дітей у віці до 18 років та 0,2 % осіб у віці 65 років та старших.
Цивільне працевлаштоване населення становило 2809 осіб. Основні галузі зайнятості: освіта, охорона здоров'я та соціальна допомога — 19,8 %, роздрібна торгівля — 18,1 %, будівництво — 11,4 %, науковці, спеціалісти, менеджери — 10,2 %.